# Saint-Sylvain (Calvados)
Saint-Sylvain è un comune francese di 1 205 abitanti situato nel dipartimento del Calvados nella regione della Normandia.

## Società

### Evoluzione demografica
Abitanti censiti